# 旧费罗莱托
旧费罗莱托（義大利語：Feroleto Antico），是意大利卡坦扎罗省的一个市镇。总面积21平方公里，人口2105人，人口密度100.2人/平方公里（2009年）。ISTAT代码为079048。